# Švábka (Jihlava)
Švábka je osada města Jihlava v kraji Vysočina. Leží v katastrálním území Heroltice u Jihlavy, nachází se 6 km severozápadně od centra Jihlavy. Švábka se nachází na silnice II/352, silničně je spojena s Měšínem, Herolticemi a Hruškovými Dvory.
Na místě dnešní Švábky stál původně hostinec s názvem U třech židů. Tento hostinec zde stál již v 18. století. Až na třetím vojenském mapování je zmíněn název Švábka, rovněž je zmíněno, že se zde nacházela myslivna.
V osadě je registrováno 14 čísel popisných. U domu čp. 53, který je osamocený a nachází se jihozápadně od osady, stojí kříž. Torzo dalšího kříže stojí před domem čp. 74. Severovýchodně od osady prochází dálnice D1.
Na žádném ze tří příjezdů není zmíněn název osady, na obou značkách na příjezdech na silnici II/352 je místo něj napsáno Jihlava Heroltice. Název Švábka je zmíněn pouze v názvu jedné ze dvou autobusových zastávek v osadě.